# Villy Rap
Willy Rap (originalsprog: Wil Cwac Cwac) er en walisisksproget animationsfigur baseret på børnebøger skrevet i 1920'erne af Jennie Thomas og J.O. Williams.
Korte film med Willy Rap inkluderes i Bamses Billedbog(fra sidst i 1980'erne) som den historie, Bamse læser for sig selv eller for Kylling/Ælling.
Der er lagt dansk voice-over på af Olaf Nielsen. Tegnefilmene er udgivet på dansk VHS i 2001 og findes delvis på DVD med Bamse og Kylling.